# Hilton Clarke
Hilton James Clarke (nascido em 3 de setembro de 1944) é um ex-ciclista australiano, profissional de 1969 a 1982. Especialista em provas de pista, ele representou a Austrália nos Jogos Olímpicos de Verão de 1968.
É pai do também ciclista Hilton Clarke.